# بانس ریت
بانس ریت یا نرخ پرش یا نرخ گزافه گویی (انگلیسی: Bounce rate) یک اصطلاح در زمینه بازاریابی آنلاین است.
نرخ پرش، به‌طور معمول درصد کاربرانی است که بعد از دیدن یک صفحه از سایت خارج می‌شوند و نشان‌دهنده جذابیت سایت برای بازدیدکننده است. هر چه درصد بانس ریت کمتر باشد بهتر است.
اگر درصد پرش کاربران یا بانس ریت بالا باشد، به این معناست که بازدیدکننده‌های بیشتری بعد از وارد شدن به سایت و بررسی یک صفحه به بازدید سایر صفحات تشویق نشده، یا مورد جذابی برای حفظ کاربر در سایت وجود نداشته و کاربران بیشتری بلافاصله بعد از ورود سایت را ترک کرده‌اند.
مهم‌ترین مواردی که باعث بالا رفتن این شاخص خواهند شد به شرح زیر هستند:
1- واکنش گرا نبودن سایت
2- واسط گرافیکی خسته‌کننده یا غیر‌حرفه‌ای
3- اشکال در محتوای سایت مانند غلط املایی زیاد، به روز نبودن مطالب سایت و ...
4- تک‌صفحه بودن سایت (Single Page Website)